# Sopraniste
 (mai 2015).
Si vous disposez d'ouvrages ou d'articles de référence ou si vous connaissez des sites web de qualité traitant du thème abordé ici, merci de compléter l'article en donnant les références utiles à sa vérifiabilité et en les liant à la section « Notes et références ».
Un sopraniste est un chanteur adulte de sexe masculin dont la tessiture est proche de la soprano féminine. Sopraniste signifie « qui joue la partie de dessus » et pourrait être logiquement étendu à tous les musiciens jouant une partie dans la tessiture soprano. 
Selon l'usage actuel, le terme peut désigner les contre-ténors (encore appelés falsettistes) soprani, et les castrats soprani (aujourd'hui disparus).

## Castrats sopranistes
Du XVIIe  au  XIXe siècle, lorsque les castrations de garçons prépubères étaient autorisées en Europe (à l'exception de la France), il existait des castrats contraltistes et sopranistes, mais ils utilisaient uniquement la voix de tête que l'absence de mue avait préservée. On peut donc qualifier certains castrats de sopranistes, bien que leur technique vocale ne soit pas assimilable à celle des sopranistes actuels. L’usage de l'Église du XVIIe – XVIIIe siècle a favorisé l’emploi du terme de « soprano naturel » pour qualifier les castrats sopranistes, au mépris des femmes soprani et des falsettistes sopranistes, deux tessitures ou pratiques vocales ayant parfaitement cours à l'époque. Farinelli, Bernacchi, Caffarelli, Carestini ou Gizziello sont les exemples les plus célèbres de castrats sopranistes.

## Falsettistes sopranistes
Un contre-ténor sopraniste est un chanteur dont la tessiture se situe au-dessus de celle du contre-ténor altiste. Ce dernier est souvent nommé contraltiste, et plus souvent encore alto par référence à la voix qu'il chante dans un chœur, mais également pour le différencier du joueur de violon alto.
La voix d'un sopraniste peut être plus ou moins étendue, généralement assez proche de celle de la mezzo-soprano, environ du la2 au la4 (au-dessous et au-dessus d'une portée en clef de sol). Pourtant, elle est souvent plus pure et moins profonde, d'où sa qualification d'angélique.
Tout comme le contre-ténor altiste, le sopraniste utilise sa voix de fausset pour chanter, ainsi que ponctuellement sa voix de poitrine pour des rôles particuliers, pour amuser, ou pour certaines notes graves où la voix mixte ne suffit plus.
Au cours des dernières décennies, il y a eu très peu de sopranistes, mais il est possible de tout de même citer, entre autres Nicolas Hay, Hugo Mangon, Lionel Stoffel, Fabrice di Falco, Valer Barna-Sabadus, Jörg Waschinski, Jacek Laszczkowski, Mathieu Salama, David Hansen, Franco Fagioli, Arno Raunig, Adriano D'Alchimio, Aris Christofellis, Oleg Riabets, Gary Boyce, Edson Cordeiro, Yves Le Pech, Radu Marian, Angelo Manzotti, Paul Laumont, Michael Maniaci, Bagdasar Khachikyan, Chris Colfer, Francesco Divito, Oswald Musielski, Barabasi Zsolt, Marcel Lucien Arpots, Ludovic Baas, Nicolas Achten, Javier Fuentes, Paulo Abel do Nascimento, Étienne Cousineau, Pascal Toussaint, Alain Vu, Patrick Husson, Grégoire Solle, Simone Bartolini, Justin Hawkins, Robert Crowe, Tomotaka Okamoto , Brian Charles Rooney, Adam Lopez, Dimash Qudaibergen, Dariusz Paradowski, Jihoon Moon, Philippe-Emmanuel Toussaint, Vince Yi, Dennis Orellana, Vitas ou David Albert-Brunet...
À noter que Max Emanuel Cenčić ainsi que Philippe Jaroussky, aujourd'hui tous deux mezzo-soprano (voire alto), commencèrent leur carrière comme sopranistes (Cenčić chanta par exemple Frühlingsstimmen de Johann Strauss II, air pour soprano léger ou soprano colorature). Signalons enfin que, hors de la sphère du chant classique, on trouve aussi des sopranistes tels que Klaus Nomi, Thierry Mutin, Ugo Farell ou encore Thomas Otten (à la voix plus sombre de mezzo-soprano), notamment.
Il existe, également, quelques très rares chanteurs masculins capables d'atteindre la colorature (le soprano colorature), à la tonalité encore plus aiguë (par exemple le hongrois André Vasary, mais aussi Francesco Divito ou Michael Maniaci).
Bruno de Sá ou Samuel Mariño sont deux des rares exemples de sopranistes ayant un soprano naturel, plutôt qu'une voix de contre-ténor.